# Yuan-tsung Chen
Yuan-tsung Chen (el på kinesiskt sätt med familjenamnet först: Chen Yuan-tsung) är en kinesisk författare. Chen föddes i Shanghai 1932. Efter revolutionen arbetade hon på filmbyrån i Peking, och 1951 deltog hon i genomförandet av jordreformen i provinsen Gansu i nordvästra Kina. År 1972 flyttade hon till USA.
Den enda bok som finns översatt till svenska är byggd på Chens upplevelser som ung revolutionär. "Drakens by. En självbiografisk roman från revolutionens Kina" (The Dragon's Village), 1981. På engelska finns också "Return to the Middle Kingdom: The Chen Family Saga and the Birth of Modern China".